# Metzenbaumsaks
En Metzenbaumsaks  er en kirurgisk saks beregnet til at klippe i fint væv. Saksen kommer i forskællige længder og skaftet er væsentligt længer end bladet. De er lavet af rustfrit stål og selve bladet kan være lavet af wolframcarbid. Bladet kan både være kurvet eller lige. Spisen er som regel stump. De bruges oftest til til operationer i organer herunder i hjertet.

## Etymologi
Navnet  Metzenbaum kommer fra designeren, Myron Firth Metzenbaum (1. april 1876  –  25. januar 1944), en amerikansk kirurg som var specialist i mund- og rekonstruktionskirurgi.